# Francisco Travesedo Melgares
Francisco Travesedo Melgares (Madrid, 5 de octubre de 1786 - 17 de enero de 1861) Catedrático de Matemáticas y miembro fundador de la Real Academia de Ciencias Exactas, Físicas y Naturales.

## Biografía
En 1805 Antes de cumplir los 19 oposito y ganó la cátedra de Matemáticas de la Real Casa de Pajes, pero le fue denegada debido a su corta edad.
También 1805 ingreso en la  recién creada  Escuela de Caminos, Canales y Puertos, y salió en 1812 dos meses después
de que estallase la revolución lo que causó la disolución del cuerpo, dedicándose entonces a la docencia privada.
En 1818 vuelve opositar y ganar la cátedra de Matemáticas de la Real Casa de Pajes, que desempeñó hasta su disolución.
En 1821 se restablece el cuerpo de ingenieros y es nombrado ayudante 5º en dicho cuerpo.
En 1823 Fernando VII disolvió nuevamente el cuerpo y quedó suspendido de empleo y cargo, perdiendo también el que había obtenido en el Instituto San Isidro, y luego también el de la  Universidad Central. 
En 1835, tras la muerte de Fernando VII, ocupó interinamente la Cátedra del Instituto San Isidro, centro del que fue director entre 1837-41.
En 1845 fue nombrado catedrático en propiedad de la asignatura de Cálculo Sublime en la recién creada Facultad de Filosofía.
En 1847 fue uno de los 16 académicos propuestos por designación real para fundar la Real Academia de Ciencias Exactas, Físicas y Naturales y su primer Tesorero.
En 1855 se doctoró en Ciencias Físico-Matemáticas, cuando contaba sesenta y nueve años de edad, con una tesis titulada Los progresos de las matemáticas entre los antiguos y el obtenido por los modernos.